# Haredim
Vous lisez un « article de qualité » labellisé en 2006.
Pour les articles homonymes, voir Craignant-Dieu.

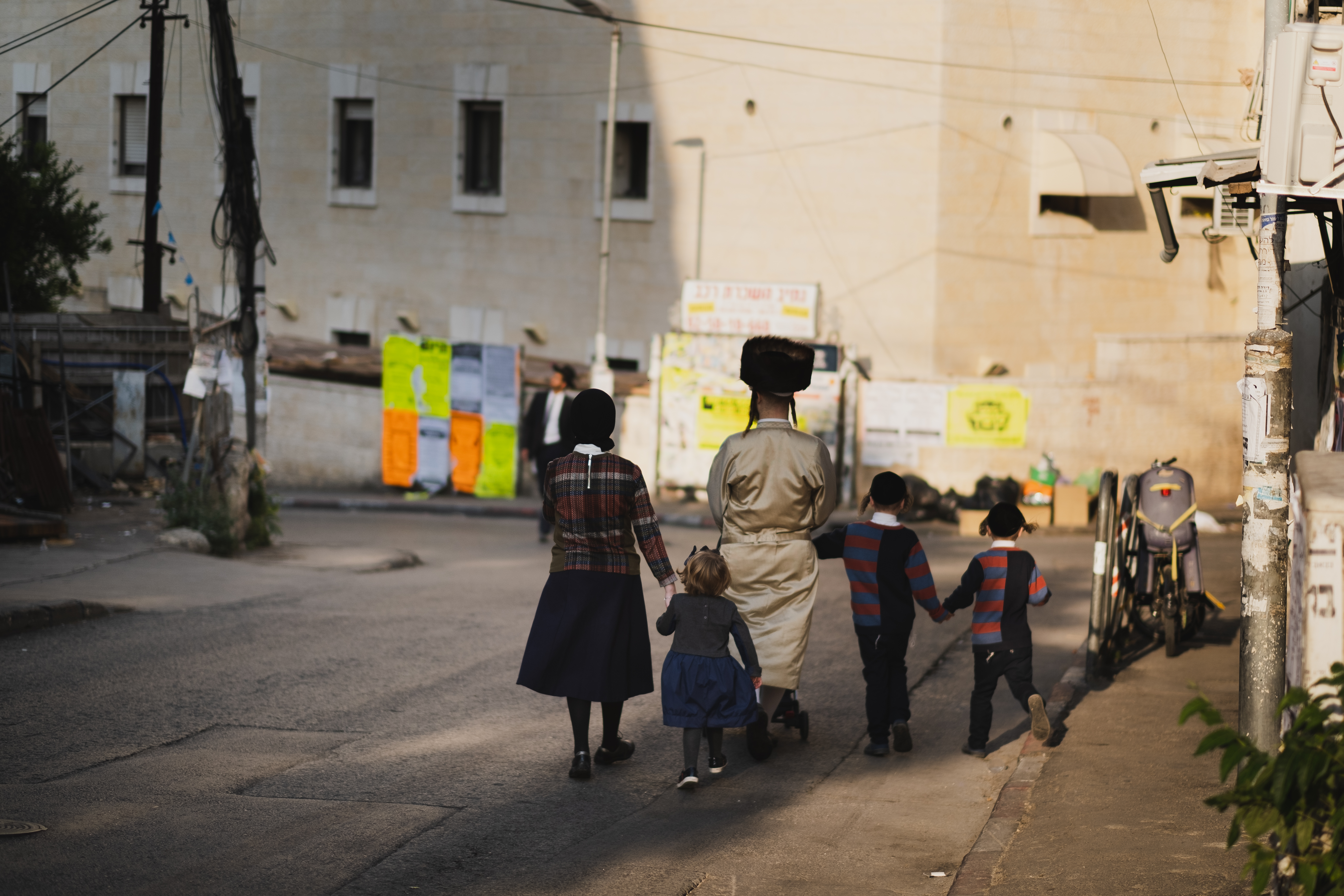
Une famille dans le quartier Méa Shéarim à Jérusalem durant la fête de Souccot.

Les haredim ou « craignant-Dieu » (en hébreu : חרדים), souvent appelés juifs ultra-orthodoxes ou simplement ultra-orthodoxes, sont des juifs orthodoxes ayant une pratique religieuse particulièrement forte. Ils ne constituent pas un ensemble uniforme et comprennent en leur sein des hassidim, des mitnagdim, des séfaradim, des mizrahim, etc. Les communautés haredi respectent les mêmes principes, chacune y apportant ses quelques variantes.
Depuis la fin du XIXe siècle, ils rejettent partiellement la modernité, que ce soit dans le domaine des mœurs ou des idéologies. Du fait de leur méfiance vis-à-vis des innovations sociales, les haredim vivent généralement en marge des sociétés laïques environnantes, même juives, dans leurs quartiers et sous la direction de leurs rabbins, seule source de pouvoir pleinement légitime à leurs yeux. C’est aussi le plus important groupe juif actuel affichant ses réticences face au sionisme, et même parfois son hostilité.
Ils sont aujourd’hui fortement implantés en Israël, où ils ont leurs quartiers (et même leurs villes), leurs partis politiques, leurs magasins et leurs écoles. Ils sont également présents dans beaucoup de communautés juives de la diaspora, en particulier en Amérique du Nord et en Europe occidentale.

## Orthodoxes et ultra-orthodoxes
Les sociologues israéliens font souvent une distinction entre les laïcs (peu intéressés par la religion, pas forcément anti-religieux), les traditionalistes (pratique religieuse partielle), les orthodoxes (pratique religieuse stricte, avec immersion dans le monde moderne) et les ultra-orthodoxes, ou haredim (pratique religieuse stricte, refus de certaines formes de la modernité, volonté de séparatisme social fort : vêtements spécifiques, quartiers spécifiques, institutions religieuses spécifiques).
Les haredim ne se définissent pas eux-mêmes comme des ultra-orthodoxes, mais comme des juifs orthodoxes haredim (les « craignant-Dieu »). La racine du mot haredi est harada, le mot le plus fort en hébreu pour la peur. Le haredi est, étymologiquement, celui qui est « terrifié » à l’idée de violer une des 613 mitzvot.
Les orthodoxes « modernes » et les ultra-orthodoxes (haredim) ne diffèrent pas d’un point de vue théologique, mais dans leur mode de vie et leurs orientations politiques.

## Origine de la divergence entre orthodoxes et ultra-orthodoxes
Pendant des siècles, la notion de « juifs orthodoxes » n'existait pas : il aurait fallu pour cela qu'il existât des « juifs hétérodoxes ». Il y en avait pourtant quelques-uns : les karaïtes par exemple, insuffisamment pour qu'une dénomination spécifique leur soit attribuée.
Au XIXe siècle, la modernité occidentale a entraîné des évolutions fortes dans le judaïsme, d’abord en Allemagne, puis dans toute l’Europe. En particulier, est apparu dans la première moitié du XIXe siècle en Allemagne un « judaïsme réformé », qui entendait réviser la place du Talmud. Le judaïsme orthodoxe a donc dû se définir comme gardien de la tradition religieuse.
La question de la « modernisation » de la religion juive n’a pas été la seule posée. C’est la question de la modernisation des sociétés juives dans leur ensemble (structures sociales, structures de pouvoir, rapport à l’État) qui a aussi été posée. Et sur ces différents points, les réponses entre orthodoxes ont divergé.
Dès la seconde moitié du XIXe siècle, le courant dit de la néo-orthodoxie allemande, derrière le rabbin Samson Raphael Hirsch (1808-1888), théorise une approche prudemment ouverte à la modernité technique et sociale. Les Juifs doivent rester proches de leurs valeurs ; ils peuvent participer à la vie de la société dans laquelle ils évoluent. Contrairement aux réformés (et aux assimilationnistes), qui considèrent que le fait religieux juif doit rester purement privé, la néo-orthodoxie considère que les Juifs doivent aussi exister en tant que collectivité organisée. Et ils doivent refuser les aspects du monde moderne contraires aux 613 mitzvot (commandements) recensées par la tradition.
Un autre courant a en rejeté en bloc l’entrée dans les sociétés occidentales, considérées comme antinomiques dans leurs valeurs avec la tradition juive, et à ce titre « exige une stricte séparation du monde moderne ». Ce courant s’est surtout exprimé en Europe centrale et orientale. Il accepte certains aspects de la modernité technique, mais refuse presque tous les aspects de la « modernité » sociale ou politique : nationalisme, démocratie, sortie du Ghetto, etc.
Dans un premier temps, les orthodoxes sont restés assez unis. Ainsi, la néo-orthodoxie allemande et les conservateurs est-européens ont fondé ensemble le parti Agoudat Israël en 1912 en Pologne. Ils sont à l’époque convaincus des risques courus par les Juifs religieux en général, et se rassemblent donc. Ils rejettent ensemble le sionisme, l’assimilation, le socialisme, l’athéisme, etc. Dans l’entre-deux-guerres, les divergences entre orthodoxes « modernes », plus ou moins influencés par les thèses du rabbin Samson Raphael Hirsch, et conservateurs se sont accentuées. On peut alors parler de l’existence pleinement assumée d’une branche spécifique : l’ultra-orthodoxie. Les orthodoxes « modernes » ont d’ailleurs quitté l’Agoudat Israël à cette époque.

## Spécificités du mondeharedi
Le monde haredi a aujourd’hui des spécificités nombreuses, tant vis-à-vis des non-juifs que des juifs laïcs et des juifs religieux orthodoxes « modernes ».

### Pouvoir

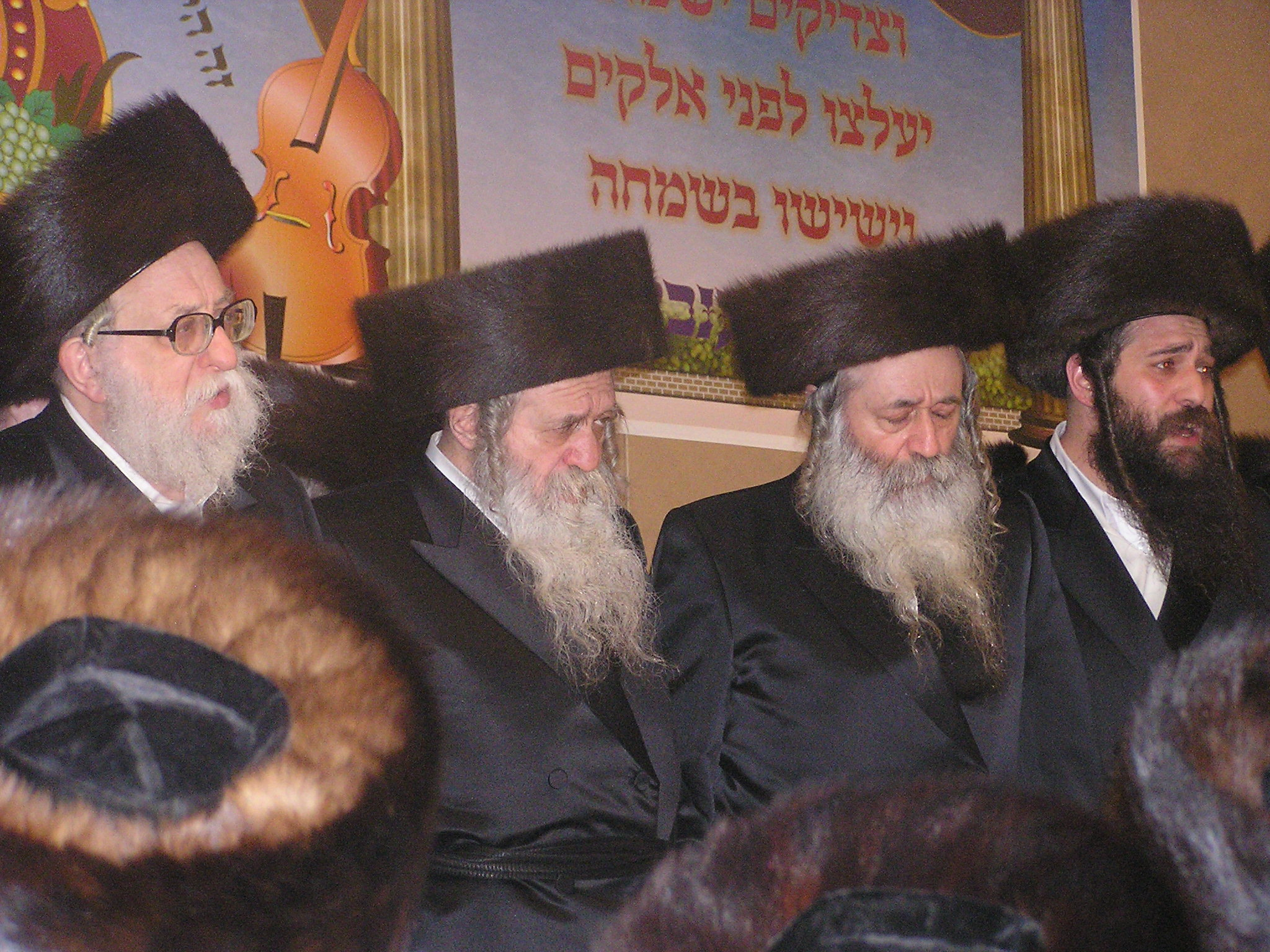
Rabbins dirigeants de la dynastie hassidique de Tchernobyl.

Deux principes fondamentaux sont appliqués dans le monde haredi : Daat Torah : « ce que dit la Torah », et Emounat Hakhamim : « la foi dans les sages ». « Il faut entendre par-là un système […] dans lequel toute pensée, toute action est gouvernée par les textes sacrés. Il n’y a pas de combinaison possible avec une autre source d’inspiration, une autre philosophie. Et la loi religieuse n’est pas censée régir un domaine spécifique de la vie, mais la vie dans son intégralité ». Ces deux principes absolus ont plusieurs conséquences.
D’une part, la Torah doit être la source de toute législation, et le refus de l’État juif d’accepter ce principe lui retire sa légitimité (voir le chapitre sur le rapport au sionisme). Pour la même raison, il ne doit pas y avoir de constitution en Israël. De fait, le mouvement sioniste a accepté ce principe et a seulement mis en place des « lois fondamentales ». La distinction est symbolique, mais les haredim y tiennent.
La démocratie est un principe de fonctionnement qui met l’avis de la majorité au-dessus de Dieu. La démocratie ne gêne pas les haredim chez les non-juifs (qui sont libres de faire comme bon leur semble). Mais chez les juifs, elle est une remise en cause manifeste de Daat Torah et de Emounat Hakhamim.
Emounat Hakhamim (« la foi dans les sages ») implique que chaque juif pieux doit se donner un rabbin, qui guidera sa vie, dans les moindres détails. De même, tout rabbin réfère lui-même à son propre rabbin. En haut de la pyramide, on trouve les sommités, communément dénommées les « sages », ou « grands de la Torah ». Ils peuvent se distinguer par leur extrême érudition, qui fait d'eux les plus grands décisionnaires du droit rabbinique, ou bien par leur extrême piété, leur valant le titre de Tsadik (littéralement « juste », mais voulant ici dire « saints »). Ils sont souvent l’objet de ce qui ressemble à un culte de la personnalité, car « ils ont accès à la “connaissance suprême”, ils voient ce qui va se passer dans le long terme, à un niveau supérieur ».
En pratique, les communautés hassidim (un des deux courants principaux du judaïsme haredi) ont un référent suprême, leur Admor, ou Rebbe héréditaire, descendant de dynasties remontant aux XVIIIe ou XIXe siècles.
Les rabbins haredim du courant Mitnagdim, ou « lituanien », réfèrent eux à leur chef de yechiva (généralement celle où ils ont suivi leurs études). Ces mêmes chefs de yeshiva peuvent eux-mêmes rendre compte à un chef de yechiva plus prestigieux.
Admor ou chef de yechiva, les « grands » sont souvent âgés, et vivent en général isolés, ne lisant pas les journaux ni ne regardant la télévision. Les plus grands « sages » vivent en Israël et aux États-Unis. Compte tenu de leur influence sur les partis religieux israéliens (bon nombre de haredim israéliens dépendent d’un « sage » américain, ou l’inverse), ils sont évidemment courtisés par les politiciens israéliens.
Personne ne coiffe les « grands » eux-mêmes, à part, dans une certaine mesure, le « conseil des grands » des trois partis religieux (quand ils y adhèrent, ce qui n’est pas toujours le cas). Le grand rabbinat israélien n’a aucune véritable influence sur eux. Cette situation sans instance décisionnaire suprême peut mener à des affrontements parfois virulents, voire physiquement violents, entre partisans de tel ou tel « luminaire », chacun étant persuadé de la supériorité absolue du point de vue de son « sage ».
Daat Torah et Emounat Hakhamim existent aussi chez les orthodoxes « modernes », mais le pouvoir du rabbin référant se limite surtout au domaine religieux, pas aux autres domaines (pour les haredim, tout est religieux). En Israël, les orthodoxes « modernes » reconnaissent en général l’autorité du grand rabbinat israélien.
Pendant des décennies, les haredim sont restés très indépendants du grand rabbinat, considéré comme trop sioniste et pas assez strict en matière religieuse. Depuis les années 1990, les haredim ont pris une influence grandissante sur le grand rabbinat, mais ce sont les « sages » extérieurs à celui-ci qui conservent l'autorité suprême du monde haredi.

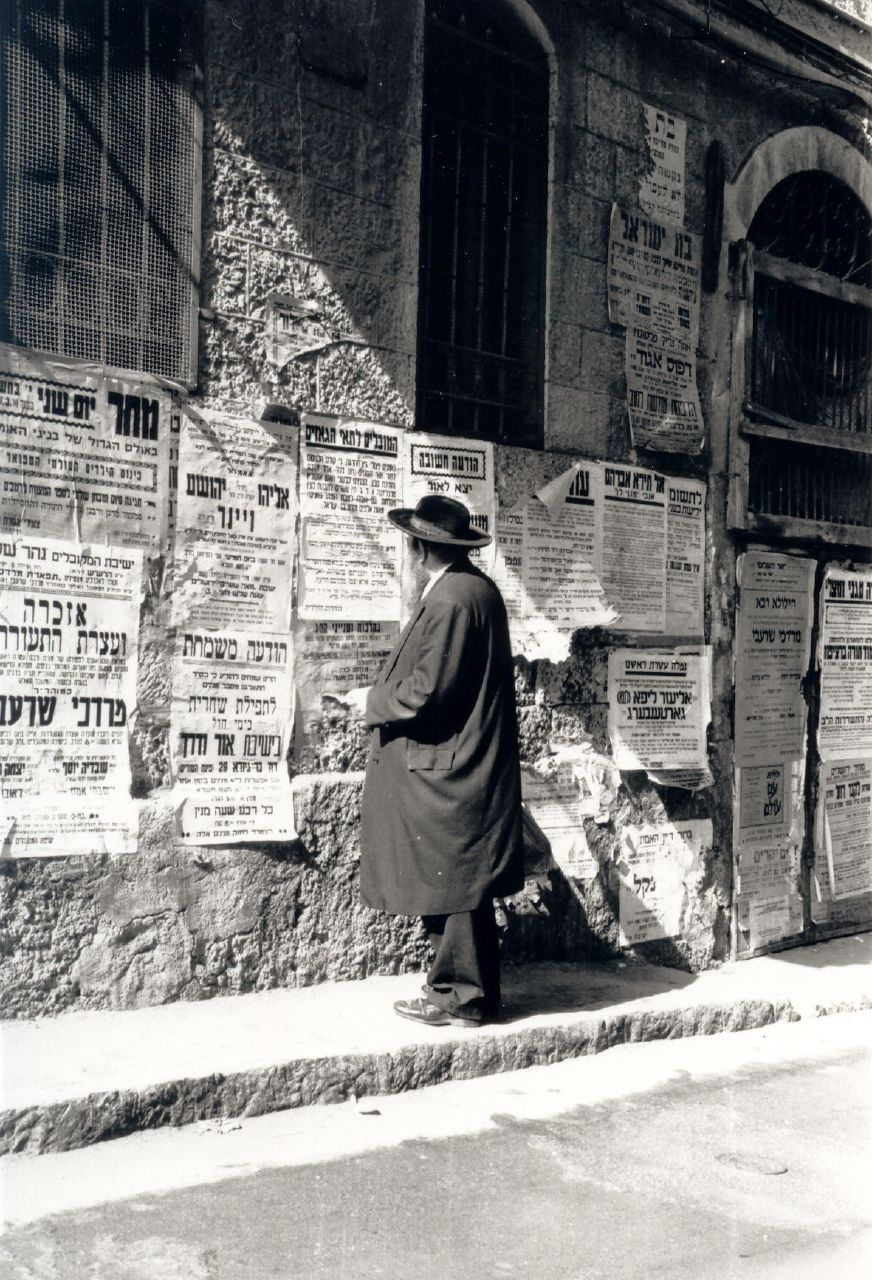
Consultation des affiches dans le quartier haredi de Méa Shéarim (Jérusalem) en 2006. Les affiches murales sont une voie traditionnelle de communication des positions de Rabbins dans les quartiers ultra-orthodoxes.

### Séparatisme
L’idéal des haredim reste une vie juive regroupée autour des rabbins, refusant beaucoup d’aspects du monde moderne (la télévision est particulièrement rejetée), avec des quartiers séparés des non-Juifs et des Juifs laïcs. Physiquement, leurs vêtements noirs (les « hommes en noir » selon l’expression israélienne) les font remarquer facilement. On n’est cependant pas en présence d’une attitude de rejet de la modernité aussi radicale que celle des Amish : l’électricité, la voiture, l’ordinateur, l’avion, sont acceptés.
La vision fondamentale des haredim est que le monde qui les entoure est une source permanente de perversion. La télévision ou la publicité y sont une source d’images débauchées ou violentes. Les valeurs d’indépendance de l’individu, de relativisme idéologique, d’égalité des sexes ou des religions sont rejetées. Il est illusoire de croire, comme les orthodoxes, qu’on peut vivre dans ce monde tout en respectant strictement les 613 mitzvot. La menace est permanente. Pour ne pas y succomber, il faut vivre en groupe, dans des quartiers à part, sous la stricte direction des rabbins.
La sexualité est particulièrement centrale dans le rejet par les haredim du monde moderne. La crainte de la tentation sexuelle est permanente. Non seulement la femme haredi doit avoir une tenue « pudique » (qui implique par exemple de cacher ses cheveux), mais toutes les femmes qui rentrent dans les quartiers haredi doivent en théorie en faire de même. Cette volonté de contrôle social est une des raisons du choix des haredim de vivre dans des quartiers à part (souvent appelés ghettos en souvenir des anciens ghettos d’Europe orientale). Ils ont développé dans ces quartiers une société à part, avec ses magasins, ses écoles, ses institutions, ses journaux.

### Géographie

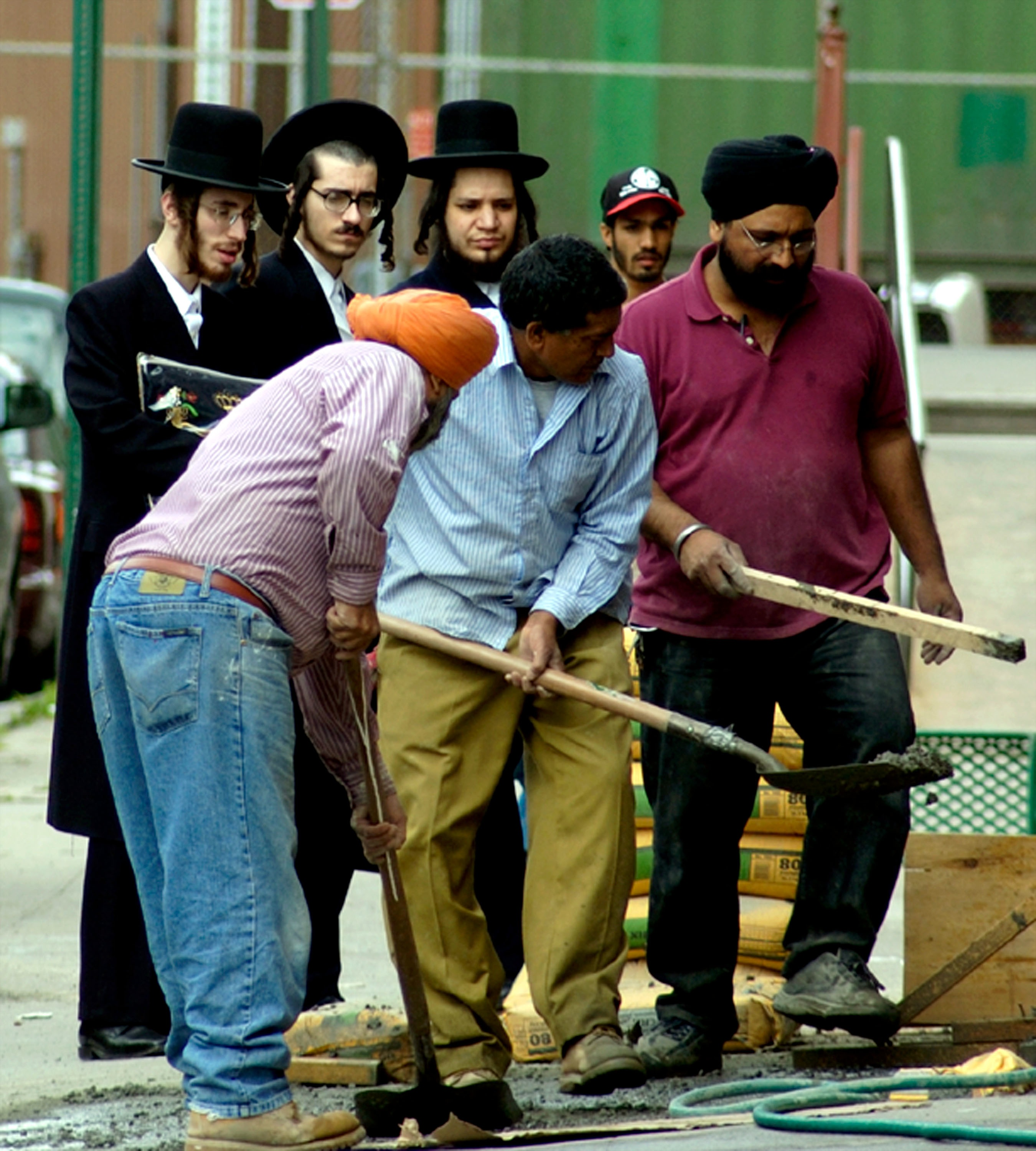
Jeunes Haredim avec des travailleurs sikhs à New York, en 2005.

Les populations haredim sont beaucoup plus concentrées que la population juive en général, conséquence de la volonté de vivre séparément des sociétés modernes. Les haredim sont aujourd’hui surtout nombreux en Israël et aux États-Unis. On en trouve aussi des communautés relativement importantes en Grande-Bretagne et en Belgique principalement à Anvers, à Londres, mais aussi à Paris ou Zurich.

#### En Israël
En Israël, les principales communautés sont par ordre d’importance décroissante :
- l’agglomération de Jérusalem, où ils sont environ 200 000,
- Bnei Brak, une ville presque totalement ultra-orthodoxe de 200 000 habitants dans la banlieue de Tel-Aviv,
- Bet Shemesh, où les haredim représentent la moitié de la population soit environ 60 000 personnes,
- Betar Illit et Modiin Illit des colonies israéliennes de Cisjordanie (Judée-Samarie), créées au milieu des années 1990 et situées à proximité de l’ancienne « ligne verte ». Elles comptent chacune plus de 60 000 habitants,
- Ashdod, où plus de 50 000 haredim vivent au sud de Tel-Aviv,
- ainsi que d'autres villes comme El'ad et Ofakim. Les haredim sont également nombreux dans les villes saintes de Safed et de Tibériade.

#### Aux États-Unis
Aux États-Unis, c’est surtout dans l’agglomération de New York (en particulier à Brooklyn) que se concentrent les haredim. Certaines communautés ont érigé de véritables municipalités juives dans ce pays, c'est le cas des hassidim de Satmar dont certains se sont regroupés au sein de Kiryas Joel dans le comté d'Orange (État de New York).

#### En France
En France les communautés haredi se regroupent autour de yeshivot ; elles sont présentes essentiellement à Paris (et dans des communes de sa banlieue comme Brunoy, Épinay-sur-Seine, Sarcelles et Créteil), Strasbourg (Kable), Marseille (Saint-Tronc et Le Cabot) et Aix-les-Bains. En particulier, des îlots dans les 17e, 19e (autour de la rue Petit) et 20e arrondissements ou encore certains endroits du Marais sont considérés comme les épicentres de la communauté haredi de Paris.

### Sionisme
Les haredim rejettent originellement assez largement le sionisme, encore que ce rejet ait connu des évolutions. Selon une thèse historiquement dominante (mais pas exclusive) chez les religieux, Dieu a détruit le royaume d’Israël pour punir les Juifs, et seul son messie peut le recréer. La vie en terre sainte est possible, mais toute tentative autonome de créer un État est une révolte contre Dieu. Ainsi le Talmud de Babylone (Massekhet Ketoubot 111a), dans son commentaire du Cantique des cantiques déclare[réf. nécessaire] :
1. qu'Israël ne « forcerait pas la muraille » (c'est-à-dire que le peuple d'Israël s'engage à ne pas conquérir Eretz Israel par la force).
2. Que YHWH a fait jurer à Israël qu'il ne se rebellerait pas contre les nations (c'est-à-dire que le peuple d'Israël s'engage à obéir aux gouvernements pendant son exil, en attendant « que la main de Dieu se manifeste aux yeux du monde »[21]).
3. Qu'en échange, YHWH a fait jurer aux nations de ne « pas trop » (yoter midai) opprimer Israël.

Cette vision, connue sous le nom des « trois serments, […] a joué un rôle considérable dans la pensée religieuse antisioniste, et […] est encore évoquée aujourd'hui par […] les Netourei Karta et les hassidim de Satmar ».
Massekhet Ketoubot indique que Dieu promet que les nations n'essaieront pas de détruire le peuple d'Israël. La Shoah a donc été interprétée par certains haredim comme la conséquence inévitable de la violation par les sionistes des deux premières promesses.
Avec le temps, les haredim ont fini (majoritairement du moins) par accepter l’État d’Israël. Les partis qui les représentent ont même des ministres. Mais le « culte » de l’État propre aux sionistes (même aux sionistes religieux) leur semble être une idolâtrie condamnée par la Bible. D’où une attitude actuelle très ambiguë, faite d’acceptation et de réticence. Ainsi lors du retrait des colonies israéliennes de la bande de Gaza, en 2005, certains haredim sont restés neutres, certains ont approuvé, d’autres se sont opposés[réf. nécessaire]. L’attitude majoritaire fut cependant très réservée[réf. nécessaire].
Le parti Shass, émanation des haredim séfarades, a évolué de façon plus affirmée que les partis haredim d'origine européenne. Marquant la fin de cette évolution déjà ancienne, le parti a annoncé en 2010 sa volonté d'adhérer à l'Organisation sioniste mondiale. À cette occasion, un représentant du Shass, Yaakov Margi, a déclaré « nous nous définissons comme un parti sioniste, en tant que Juifs pratiquants qui aiment Israël ».
À l'inverse, certains groupes, comme les Neturei Karta, la Edah Haredit ou les hassidim de Satmar sont toujours très fortement antisionistes : « nous sommes des Juifs orthodoxes anti-sionistes. Et nous sommes opposés au sionisme pour plusieurs raisons. Tout d’abord, l’établissement d’un État en Palestine est une chose qui viole la Torah, la loi religieuse juive. Il contredit les dispositions s’agissant des punitions et de l’exil décrétés par Di-u à l’époque du Temple. L’établissement de l’État sioniste contredit la volonté de Di-u en cherchant un remède matériel à une condition spirituelle. En plus, le mouvement sioniste depuis des décennies se dévoue à extirper la foi traditionnelle de la Torah ».

### Science et rationalisme
La science n’a aucune valeur particulière. À la vérité scientifique tributaire, de ses axiomes et de sa méthode, ils opposent la « vérité absolue » à laquelle seule l’étude des textes sacrés permet d'accéder. On note une certaine hostilité, ou au moins un certain mépris, à l’égard de la science. Le journal haredi Yated neeman rappelle ainsi de nombreuses erreurs scientifiques, et conclut « pourquoi devrions-nous passer notre temps à étudier des « faits » dont la moitié seront regardés dans dix ans comme faux » ? Mais les productions de la science, comme les machines ou les traitements médicaux, ne sont pas forcément rejetées.
Les inventions ou les concepts qui sont susceptibles de violer la loi religieuse juive sont par contre refusés : Internet ou télévision (à cause de leurs images « indécentes »), théorie de l'évolution (qui s'oppose au créationnisme religieux). Ainsi, pour un des dirigeants du Shass (parti haredi séfarade) « une femme séfarade qui embrasse avec dévotion un rouleau de la Torah vaut mieux que cinquante professeurs qui enseignent que l’Homme descend du singe ».
Mais le degré de rejet varie d’une communauté à une autre. Par exemple, le septième Rabbi de Loubavitch enseignait que l'avancée technologique était l'œuvre de la Providence divine, dans le but que les Juifs servent Dieu avec encore plus d'efficacité et dans des domaines jusqu'alors inaccessibles. De fait, il fut le premier instigateur de cours de Torah à la radio, à la télévision et même par multiplex satellite, dès les années 1980.
Les milieux haredim sont relativement perméables aux craintes de malédictions. Ainsi « des rabbins ont organisé une prière collective dans les locaux de la Sécurité sociale israélienne à Tel-Aviv pour conjurer une malédiction prétendument jetée sur ses employés par des personnes privées d’allocations ». En 1985, le ministre de l’intérieur (du parti haredi Shass) a « expliqué un terrible accident dans lequel un train est entré en collision avec un autobus d’enfants par la vengeance de Dieu en raison de la désacralisation du chabbat avec l’ouverture des cinémas le vendredi soir ». Après la mort brutale en décembre 1989 de Zion Garmi, directeur adjoint du ministère des Cultes, « une rumeur persistante dit qu’il aurait été maudit par trois fonctionnaires du ministère, et que même Itshak Kaddouri, le célèbre cabbaliste […] n’a pas réussi avec ses incantations à effacer la malédiction ».

### Étude
L’étude des textes religieux dans une yechiva est l’objectif premier de tout homme haredi. On voit même des cursus d’études religieuses pour femmes se développer. Là où cela est possible, l’homme haredi va donc essayer de consacrer tout son temps à l’étude, en évitant la perte de temps (Bitoul Torah) d'un travail laïque. Là où cela ne l’est pas, il essaiera de cumuler les deux activités.
Les études séculières, par contre, sont assez dévalorisées. Elles sont une perte de temps, puisqu’elles gênent l’étude religieuse. Pas ou peu de médecins, avocats, ingénieurs ou plombiers chez les haredim israéliens. Il y en a plus en diaspora.
En Israël, les haredim ont obtenu des financements d’État considérables pour leurs activités, ce qui permet à une forte proportion d’hommes adultes de consacrer tout leur temps à l’étude. En pratique, en particulier du fait d'une tendance à la diminution des aides étatiques, les statistiques montrent que la situation socio-économique contraint quand même bon nombre de haredim à travailler dans le secteur marchand. Néanmoins, « plus de 70 % des ultra-orthodoxes hommes et environ 50 % des femmes ne sont pas employés ». En diaspora, ces financements sont absents ou limités, et le temps passé à l’étude doit être rogné pour permettre un travail rémunérateur.
Fin 2005, Yissachar Dov Rokeach II, rebbe de la dynastie hassidique de Belz, a surpris en appelant ses partisans israéliens à suivre des formations professionnelles et non plus seulement des études religieuses, et ce afin d’améliorer leur statut socio-économique. Il a annoncé que les yeshivot de Belz réserveraient « quelques heures par semaine en soirée » à ces formations. Cette évolution limitée est révélatrice des problèmes économiques rencontrés par des haredim israéliens centrés sur l’étude et très dépendants des subventions d’État.

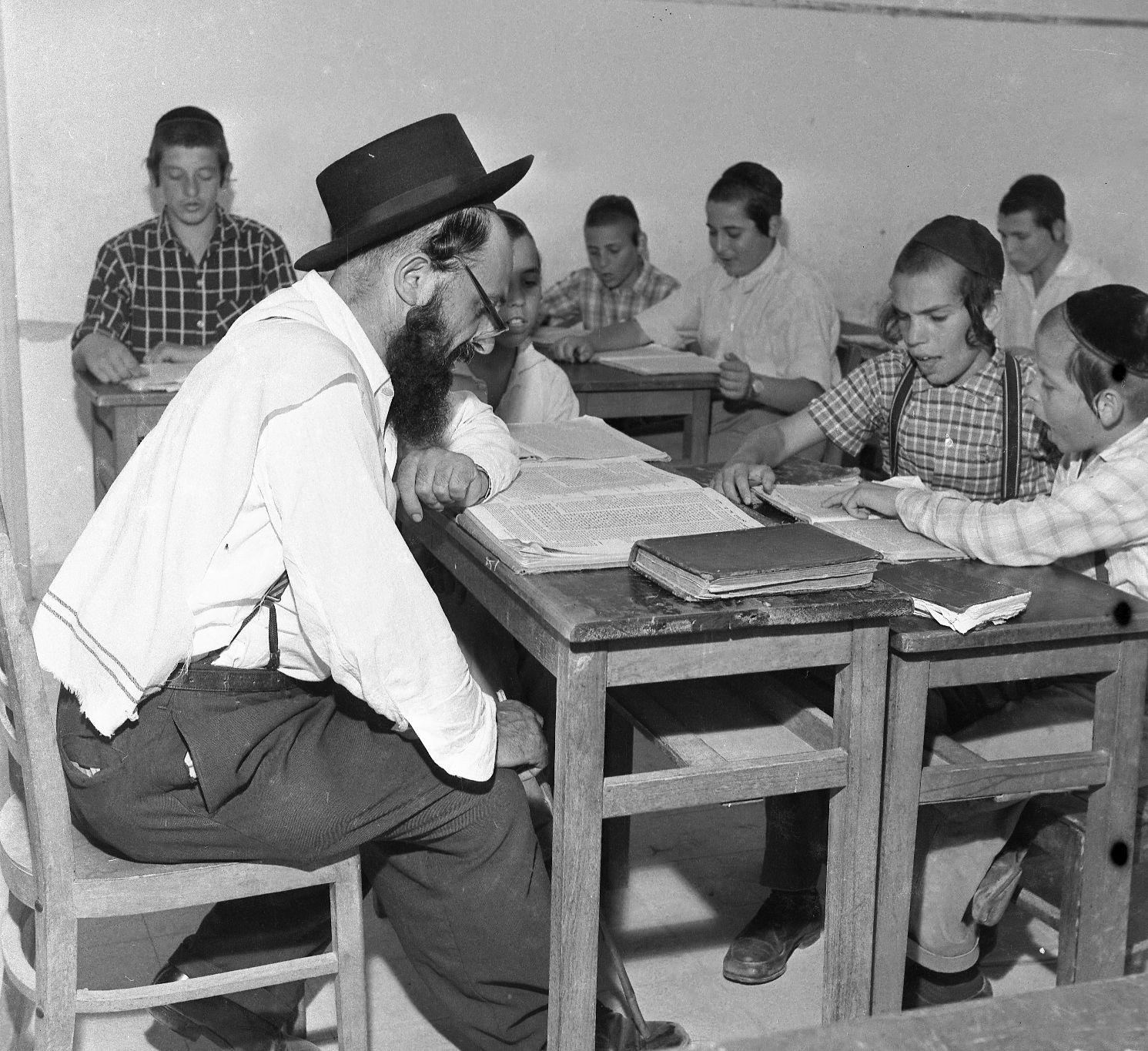
Étudiants étudiant la Torah dans une pièce à Bnei Brak, 1965, collection Dan Hadani de la Bibliothèque nationale d'Israël

### Vie de famille
Les mariages se font jeunes, en général par l'entremise d'un marieur (Shadkhan), chargé de trouver et de proposer le meilleur parti. Avoir un maximum d’enfants est pour les haredim un commandement religieux important : « croissez et multipliez » (Genèse 1:28, 9:1,7). Sauf cas médicaux, les familles ont de 5 à 10 enfants (7 enfants par famille en moyenne en Israël en 2005).
La femme est sous l'autorité de son père jusqu’au mariage, puis celle de son mari. Ainsi, quand des conflits surviennent entre communautés haredim, ou lors des élections en Israël (voir plus bas), la femme doit suivre la communauté et le parti de son mari, non celui de son père.
« La chasteté de la femme préoccupe énormément la société ultra-orthodoxe. Elle doit non seulement cacher ses cheveux, ses bras et ses jambes jusqu’à ses chevilles, mais même en présence de tiers, le moindre contact physique avec un homme qui n’est pas son mari lui est interdit »,. Selon la loi juive (codifiée dans le Choulhan Aroukh), elle ne doit d’ailleurs jamais se retrouver seule avec un homme autre que son mari (ou son père, grand-père, frère, fils, petit-fils, etc). Il est également interdit à l'homme de se retrouver seul avec une femme autre que la sienne (ou l'une de ses proches parentes). Dans les années 1980, des passages piétons séparés pour les hommes et les femmes ont ainsi été créés dans certaines zones haredim, afin d’éviter les frôlements involontaires entre hommes et femmes sur les passages les plus fréquentés.
Fin 2007, à Jérusalem, ville avec une forte proportion de haredim, une trentaine de bus sont organisés autour d'une séparation des sexes, les hommes ayant des places réservées à l'avant, et les femmes à l'arrière, tout mélange étant prohibé.
Ces contraintes limitent fortement les capacités de sorties de la femme haredi, que ce soit pour les loisirs ou le travail.
Dans la majorité des groupes haredim, on a noté depuis les années 1970-1980 une tendance au développement du travail des femmes (plus important en 2007 et en Israël que le travail des hommes). Les familles nombreuses ont en effet des besoins financiers importants, surtout là où le mari ne travaille pas, mais se consacre à l’étude des textes sacrés (essentiellement en Israël). En 2007, une « enquête montre que les hommes de la communauté ultra-orthodoxe consacrent la plupart de leur temps à l'étude religieuse et ne travaillent pas, la charge de gagner un revenu retombant sur les femmes ». Ce travail est un facteur limité mais réel de renforcement du poids de la femme haredi. Le travail des femmes est limité par deux facteurs :
- il n’est pas question d’accepter que la femme haredi fasse un travail dans un milieu mixte hommes-femmes, ce qui réduit fortement le nombre de postes accessibles,
- les grossesses fréquentes rebutent beaucoup d’employeurs.

Certains haredim (Edah Haredit) considèrent une telle évolution vers le travail des femmes comme un grave péché.
Les enfants doivent être élevés si possible dans des écoles religieuses spécifiques : c’est assez simple en Israël, parfois plus difficile en diaspora, surtout dans les groupes les plus petits. Ce qui encourage d’ailleurs les regroupements en communautés compactes, dotées de leurs propres écoles.
L’homosexualité ou le concubinage, péchés bibliques, sont totalement rejetés.

### Statut socio-économique
On a vu que les haredim avaient des familles nombreuses, faisaient peu d’études « modernes » susceptibles de déboucher sur des emplois bien rémunérés, essayaient (surtout chez les hommes et en Israël) d’éviter un travail rémunéré pour se consacrer à l’étude religieuse. Ces trois phénomènes impliquent un niveau socio-économique assez défavorisé, surtout en Israël. En 2005, les chiffres officiels y indiquent que 21,3 % des haredim vivent en dessous du seuil de pauvreté. Les communautés israéliennes sont donc assez dépendantes des fonds éducatifs d’État, ainsi que des aides sociales de l’État Providence, ce qui renforce le rôle des partis politiques haredim (qui en répartissent certaines ou font pression pour les obtenir), et l’acceptation de fait de l’État sioniste, pourvoyeur de fonds.
La croissance démographique rapide des haredim rend de plus en plus difficile le fait de ne compter que sur des fonds d’État qui ne sont pas extensibles à l’infini. On note donc une proportion croissante de haredim israéliens de sexe masculin qui occupent un emploi rémunéré (30 % en 2007). En diaspora, le travail rémunéré est beaucoup plus répandu (faute de subventions), et les haredim y ont donc généralement un statut socio-économique plus favorable qu’en Israël. Néanmoins, le recensement national américain de 2008 place l'enclave haredi de Kiryas Joel, dans le comté d'Orange (État de New York), en tête du pays pour le taux de pauvreté : avec un revenu moyen par foyer de 15 848 $, les deux tiers des habitants vivent sous la limite de pauvreté et le pourcentage de résidents recevant une aide alimentaire de l'État est de 40 %.
Un secteur économique connu pour sa forte présence haredi est celui de la taille des diamants, à Anvers, à New York ou encore à Ramat Gan.

### Politique

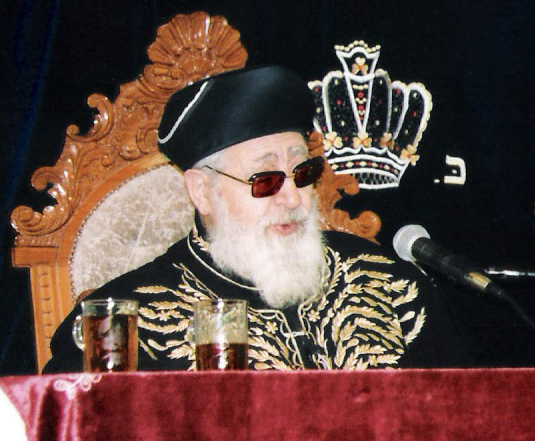
Le rav Ovadia Yossef, chef spirituel des haredim sépharades.

La société haredi n’est pas fondamentalement intéressée par la politique, car la priorité doit aller au religieux. Cependant, pour préserver ses intérêts, elle a été amenée à créer des partis religieux (Agoudat Israël, à l’origine, puis le Shass et Degel HaTorah). Agoudat Israël fut d’abord actif en diaspora, mais lui et ses scissions le sont aujourd’hui essentiellement en Israël. Ces partis spécifiques, qui épousent les divisions internes au monde haredi israélien, ont une double fonction. D’un point de vue idéologique, il s’agit de pousser des lois contraignantes sur le respect des commandements et en général de défendre une vision religieuse du monde dans la sphère des institutions politiques. D’un point de vue pragmatique, il s’agit de défendre des intérêts des haredim, en particulier la collecte de fonds d’État pour le financement des familles nombreuses et des institutions religieuses. En dernière analyse, il s’agit de permettre à autant d’hommes que possible d’étudier au maximum, en perdant un minimum de temps dans des activités annexes, comme le travail rémunéré. La politique de réduction des aides sociales menée par le gouvernement israélien depuis 2001 a donc suscité de fortes oppositions : « On ne peut dégager Sharon et Netaniahou de leurs responsabilités face à ce désastre social, mais ils n’auraient pas pu concevoir ce programme d’appauvrissement de masse […] sans l’impulsion et l’appui du parti capitaliste et profiteur de Lapid. Lapid et ses camarades n’ont visé qu’un seul but : réduire le public orthodoxe à l’indigence, ses écoles à la pauvreté, et ses enfants à la famine ».
Conformément à Emounat Khakhamim (la foi dans les sages), un des principes fondamentaux du judaïsme orthodoxe, chaque parti est gouverné par un « conseil des sages de la Torah » coopté (et en aucun cas élu). Le premier fut celui de l’Agoudat, et fut créé à Katowice en 1918. Un conseil ne se mêle pas de la politique au quotidien, mais définit les grandes orientations de son parti.
En Israël, Agoudat Israël représente surtout les hassidim d’origine européenne. Degel HaTorah représente surtout le courant « Lituanien » (mitnagdim) d’origine européenne (à l’exception des hassidim de Belz, qui soutiennent Degel HaTorah). Enfin, le Shas représente surtout les haredim d’origine orientale (séfarades). Contrairement aux deux premiers partis, il attire aussi un électorat non haredim : des orthodoxes et des traditionalistes séfarades. Mais le parti est sous le strict contrôle des haredim.
Agoudat et Degel sont en général regroupés au sein d’un cartel électoral très souple le « Judaïsme unifié de la Torah » (Yahadut Hatorah). Celui-ci a cependant connu quelques crises, et a alors temporairement cessé d’être actif.
Aux élections législatives israéliennes de 2020, le Shas a obtenu 7,7 % des voix (9 sièges sur 120), et Judaïsme unifié de la Torah 6,0 % des voix (7 sièges).

### Spécificités: synthèse

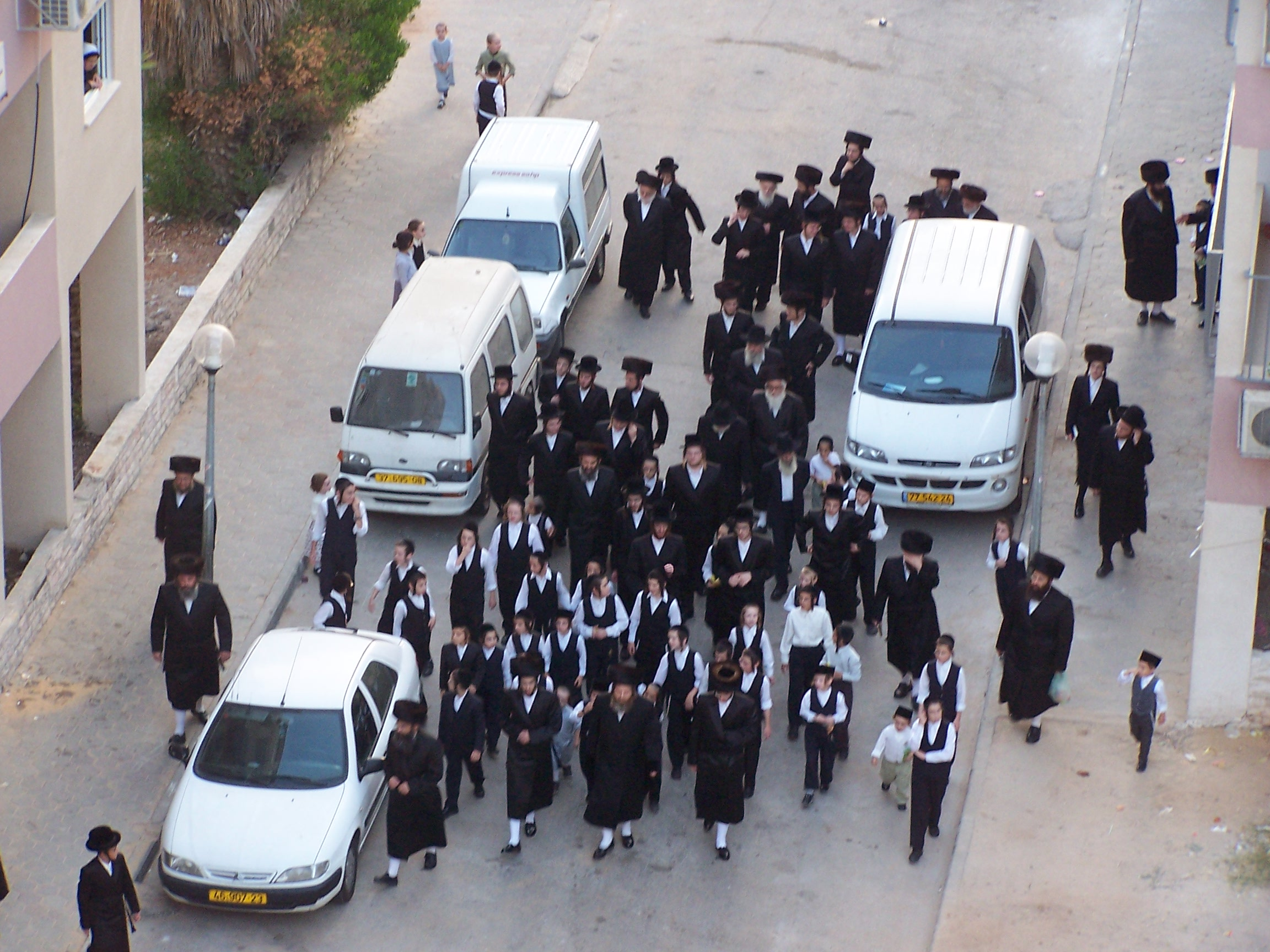
Haredim se rendant à la synagogue, à Rehovot, en Israël, en 2004.

Par rapport aux autres Juifs religieux orthodoxes, les haredim ont donc pour spécificités :
- le séparatisme social (écoles spécifiques, magasins spécifiques), géographique (quartiers séparés, parfois physiquement fermés pendant le chabbat) et vestimentaire (vêtements noirs). Les orthodoxes « modernes » sont infiniment moins particularistes et n’ont par exemple ni quartiers réservés ni vêtements particuliers (à l’exception du port de la kippa et de vêtements « modestes » pour les femmes) ;
- des études religieuses extrêmement poussées. En Israël, les financements d’État des yechivot permettaient à une forte proportion de haredim d’étudier le Talmud toute leur vie, sans travail rémunéré. Aujourd'hui, les dons provenant essentiellement de l'étranger (États-Unis, France) financent les yeshivot. En effet, les aides de l'État ont considérablement diminué. Les orthodoxes « modernes » font par contre des études séculières et occupent des emplois dans les secteurs économiques classiques ;
- un rapport au sionisme allant d’une hostilité viscérale (très minoritaire), ou un simple rejet (minoritaire), à une vision positive (minoritaire), en passant par une neutralité intéressée mais critique (majoritaire). Les orthodoxes « modernes » sont par contre aujourd’hui presque tous favorables au sionisme (ce qui n’était pas toujours le cas au début du XXe siècle) ;
- le refus des valeurs de la « modernité » sociale : mixité homme-femme, démocratie, « culte » de l’État, sexualité libérée. Dans ce domaine, les orthodoxes « modernes » sont plus ouverts, même si la liberté sexuelle est nettement rejetée ;
- l’hostilité à la science. Pour les Haredim, le Talmud détient la vérité et ne saurait être contredit par une autre source de connaissance. Les sciences sont ainsi souvent considérés par les Haredim comme des menaces envers la foi orthodoxe. Chez les orthodoxes « modernes », la connaissance scientifique est plus acceptée, avec diverses tentatives de conciliation avec la foi ;
- En Israël, un statut socio-économique nettement inférieur à celui des orthodoxes « modernes ».

## Divisions du mondeharedi
Le monde haredi a de fortes spécificités. La vision extérieure des « hommes en noir » est donc souvent celle d’un groupe homogène et compact. Bien que partiellement exacte, cette vision doit être nuancée : les haredim n’ont pas de direction commune, et sont traversés par de nombreux clivages.

### Divisions entreMitnagdimethassidim
Le hassidisme s’est créé en Europe orientale vers le milieu du XVIIIe siècle. Par rapport aux autres haredim, les hassidim insistent particulièrement sur la communion joyeuse avec Dieu, en particulier par le chant et la danse, et sont organisés en communautés dirigées par un Admor (ou Rebbe) héréditaire.
Dès l’origine, nombre de rabbins se sont fortement opposés au hassidisme, d’où leur nom de Mitnagdim, les « opposants ». On parle aussi de « Lituaniens ».

« Les hassidim [sont] portés vers la mystique fondée sur l’exaltation des émotions religieuses, tandis que les Mitnagdim, majoritairement issus des écoles talmudiques de Lituanie, pratiquent un judaïsme plus austère, plus intellectualisé, fondé sur le principe de la casuistique dialectique (pilpoul). Critiquant une orientation hassidique assurant la suprématie de la Kabbale (mystique juive) sur la Halakha, les Mitnagdim leur reprochent notamment une « joie de vivre », qu’ils estiment incompatible avec l’étude de la Torah. Enfin, le culte de la personnalité, traditionnel chez les hassidim, a toujours fait craindre aux Lituaniens l’apparition d’un nouveau pseudo-messianisme, rappelant ainsi l’aventure malheureuse du Messie auto-déclaré, Sabbataï Zevi. »

Cette hostilité s’est estompée dans la seconde moitié du XIXe siècle face à la montée du sionisme, de l’assimilation ou du socialisme. Mais elle n’a pas disparu. Le grand chef des Mitnagdim jusqu’à sa mort dans les années 1990, le rav Elazar Shach (ou Chakh) a été jusqu’à se demander si les hassidim de Loubavitch étaient encore Juifs,. Il n’a cependant pas étendu ce questionnement aux autres communautés hassidim.
Les Mitnagdim sont centrés sur leurs chefs de yechivot, tandis que les hassidim sont centrés sur leurs Admorim ou Rebbe (chefs religieux charismatiques et héréditaires).
Aujourd’hui, cette divergence ne s’exerce pas que dans les instances de pouvoir religieux internes au monde haredi. Elle s’exprime aussi politiquement : les hassidim sont généralement (en Israël) en faveur du parti Agoudat Israël, tandis que les Mitnagdim ashkénazes votent plutôt Degel HaTorah (ou Hatora), et les orientaux Shass. Les hassidim hors Israël ont rarement des attaches partidaires.

### Divisions entrehassidim
Il existe des dizaines de dénominations hassidiques. Chacune a son Admor ou Rebbe, et les affrontements sont parfois virulents, même si les divergences religieuses réelles sont très faibles. Les hassidim de Belz et ceux de Satmar se sont parfois affrontés en vastes bagarres collectives dans leurs quartiers de Jérusalem et de Brooklyn, du fait de leur divergences sur le sionisme (toléré par les Belz, radicalement rejeté par les Satmar), et du fait de la forte opposition entre leurs admorim. Les relations cordiales entre communautés hassidiques sont cependant très dominantes.
Par contraste, le monde Mitnagdim est plus unifié, réuni autour d’un petit nombre de responsables de grandes yechivot prestigieuses.

### Divisions sur le sionisme

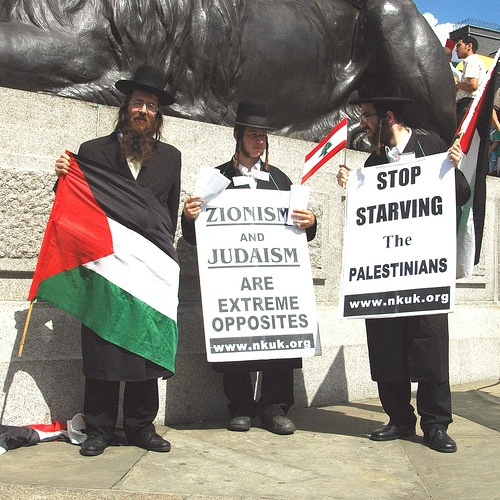
Une manifestation Neturei Karta le 7 septembre 2006, avec le drapeau palestinien.

On peut aujourd’hui compter quatre attitudes face au sionisme :
Une petite minorité, regroupée dans la Edah Haredit (centrée autour des hassidim de Satmar) et les Neturei Karta, est violemment antisioniste. Pour elle, le sionisme est toujours une rébellion contre Dieu, et doit donc être combattu. Le rejet est absolu. Ce rejet amène aussi au refus de l’hébreu moderne, considéré comme langue profane. L’hébreu doit rester une langue religieuse. À l’extrême inverse, on compte une petite minorité Haredi Tzioni qui se veulent à la fois haredim et sionistes religieux (généralement assez extrémistes d’ailleurs).
L'influent parti Shass, émanation des haredim séfarades, sans être historiquement Haredi Tzioni, a cependant annoncé en 2010 son ralliement officiel au sionisme et sa volonté d'adhérer à l'Organisation sioniste mondiale.
Le courant dominant est fait d’une réserve importante face au sionisme, idéologie qui, même dans son versant religieux (incarné entre autres par le Parti National Religieux, une des principales expressions des orthodoxes « modernes ») implique de placer son espérance dans l’État et pas seulement en Dieu. Ce qui est une forme d’idolâtrie. Mais l’État juif suscite quand même un certain intérêt.
Une minorité assez importante de haredim est allée plus loin que cette réserve. On les trouve par exemple chez les hassidim de Loubavitch, dans l’ancien parti Poale Agoudat Israël (aujourd’hui réunifié avec Agoudat Israël). Sans se rallier officiellement au sionisme, ils prennent de fait des positions très nationalistes. En outre, il est d'usage pour les hassidim de Loubavitch qui ont terminé leurs études religieuses d'effectuer leurs périodes de réserve dans l'armée israélienne.

### Divisions sur la «modernité»

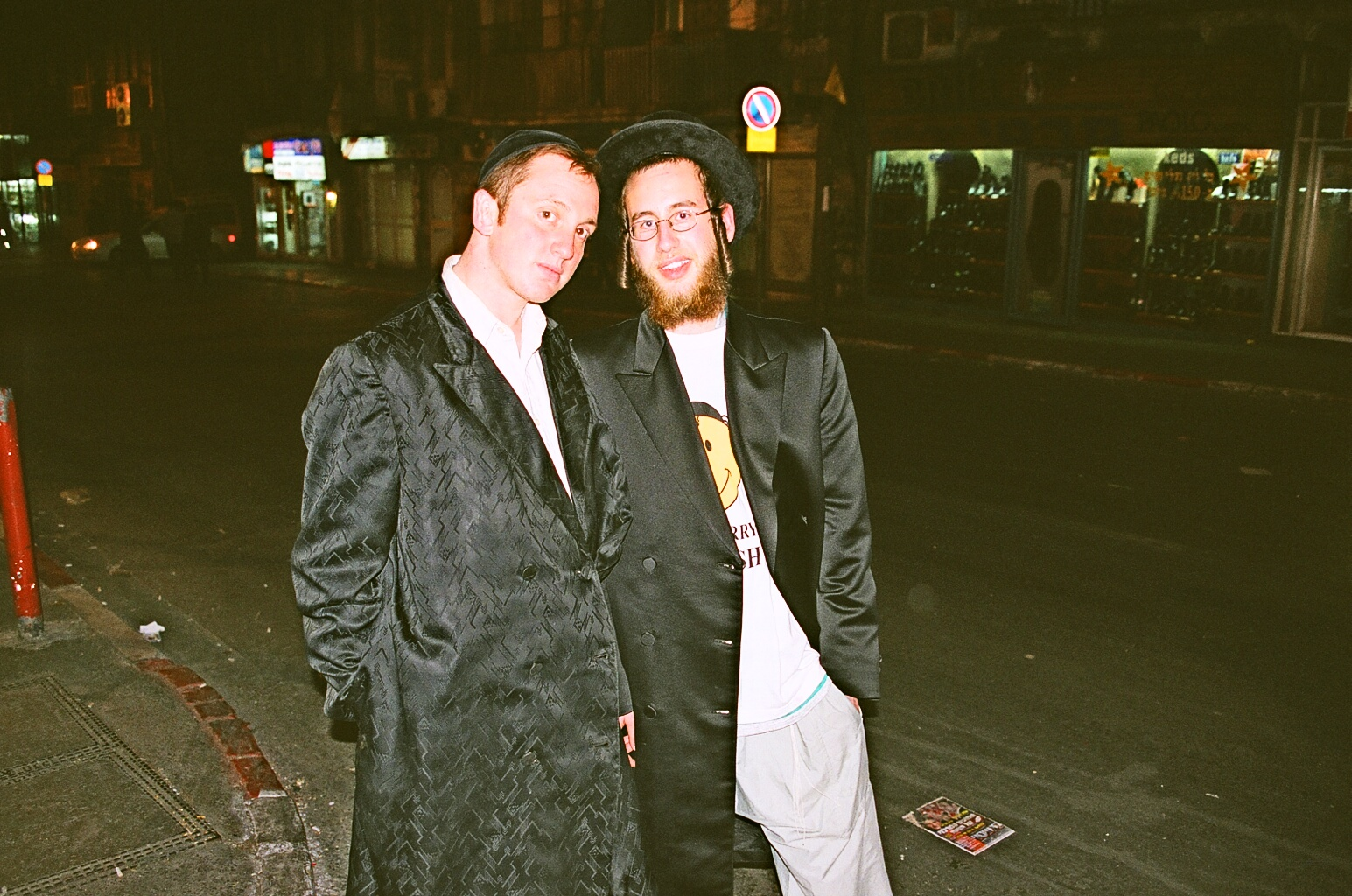
De jeunes haredim, à la rencontre de la modernité vestimentaire et de la tradition.

Si la méfiance à l’égard de la « modernité » fait consensus, le degré de cette méfiance est assez variable.
Les haredim vivant dans les pays hors Israël ont normalement un travail (salarié ou profession libérale), et sont donc contraints par les réalités économiques d’accepter un certain degré d’ouverture au monde. Les sociologues ont noté que ceux qui émigraient en Israël (on en compte plusieurs dizaines de milliers sur les 30 dernières années) avaient parfois des tensions sur ce point avec les haredim israéliens. Les hassidim de Loubavitch, également, montrent une certaine ouverture, et ne craignent pas d’apparaître à la télévision, tout comme les haredim séfarades du Shass.
Beaucoup de courants haredim israéliens (surtout ashkénazes) sont plus réservés. La modernité technique est acceptée. Mais la télévision, la mixité restent objets de méfiance ou de refus. Il a quand même été noté que l’éducation des jeunes filles s’était beaucoup développée dans ces groupes par rapport à la situation du début du XXe siècle.
Enfin, un troisième courant, très minoritaire, rejette largement cette modernité, et considère que les haredim classiques sont devenus trop laxistes. Ces groupes sont surtout ceux de la Edah Haredit. L’éducation des filles y est par exemple volontairement maintenue à un niveau très primaire.
En conclusion, la méfiance commune face à la modernité (surtout sociale et politique) conduit à des prises de position allant d’assez larges accommodements à une hostilité farouche.

### Divisions et convergences entre orientaux et occidentaux
Historiquement, l’ultra orthodoxie est ashkénaze. À compter des années 1950, des Séfarades sont rentrés dans le réseau scolaire Agoudat Israël, et on a vu apparaître des haredim séfarades.
Jusque dans les années 1980, les ultra-orthodoxes séfarades ne possédaient pas leurs propres institutions religieuses. Selon Florence Heymann, ceux, parmi les Séfarades qui voulaient maintenir un caractère ultra-orthodoxe ou harédi s’étaient donc « transformés en Ashkénazes », notamment par l'inscription de leurs enfants dans l’enseignement « lituanien » (sensibilité ultra-orthodoxe non-hassidique). À partir des années 1980, sous la direction spirituelle charismatique du rabbin Ovadia Yosef (1920-2013), grand rabbin séfarade d'Israël et grâce à l'importance politique du Shass, ils ont créé un système d’enseignement parallèle à celui des communautés ashkénazes. Cependant, les haredim orientaux restent toujours dispersés entre yechivot (écoles académiques) lituaniennes et yeshivot séfarades.
Dans l'affaire de l’école Emmanuel révélée par les médias en 2007, un mur séparait les élèves d’origines séfarade et ashkénaze. Un code vestimentaire permettait de distinguer les élèves des deux groupes. En juin 2010, une décision d'un juge de la Cour suprême interdisant la ségrégation entre élèves ashkénazes et séfarades pratiquée dans l'implantation d'Emmanuel provoque à Jérusalem une manifestation géante de protestation, à laquelle participent plus de 100 000 haredim, qui refusent l'intervention de la justice dans l'organisation interne de l'école.
« De nombreuses écoles ashkénazes ont instauré des quotas qui limitent le nombre d'élèves sépharades qui y sont admis ». L'auteur cite exclusivement les Beit Yaakov, sans donner de preuve, et parle de leur appartenance à l'Agudath Israel alors qu'elles sont indépendantes.
Après un long combat juridique, les juifs orientaux ont obtenu en 2017 des mesures législatives visant à mettre fin à une « discrimination sur une base ethnique » dans les yeshivot ashkénazes.
Bien que les haredim ashkénazes n'interdisent pas formellement les mariages avec les haredim orientaux, cependant, ils les considèrent comme une forme d'humiliation. Ces unions sont jugées acceptables avec une femme ashkénaze handicapée ou d'une famille pauvre.

D'un point de vue institutionnel, les haredim séfarades sont restés au sein du réseau scolaire Agoudat Israël jusqu’en 1984. Mais leur mise à l’écart des centres de pouvoir a provoqué la scission du Shass en 1984. Les haredim séfarades ont aujourd’hui leurs propres chefs religieux (Ovadia Yosef puis son fils Yitzhak Yosef), leur parti, et défendent les intérêts de leur communauté. Mais il n’y a pas non plus de rupture franche, en particulier avec le courant Mitnagdim. Ils sont en effet souvent issus de ses yeshivot. Les divergences entre haredim orientaux et occidentaux ont en effet été renforcées par celles entre Mitnagdim (lituaniens) et hassidim : 

« S’il est vrai que le Rav Schach [chef des Mitnagdim occidentaux] sembla particulièrement soucieux de doter les haredim séfarades d’une réelle représentation politique corrigeant ainsi l’inégalité ethnique originelle, il convient de souligner que sa démarche fut également dictée par d’autres types de considérations, visant à la fois à asseoir le pouvoir des lituaniens au sein du camp haredi et à optimiser la structuration de celui-ci en vue de conquêtes électorales futures. L’opposition entre hassidim et lituaniens fut, par conséquent, à l’origine de Shas, réactivée par le Rav Schach mais aussi par le Rav Ovadia Yossef qui, bien que séfarade, était proche du courant lituanien. »

### Divisions sur les contraintes religieuses
À partir de 1977, les partis religieux se sont retrouvés dans un rôle de pivot politique en Israël, et en ont largement usé pour renforcer les lois de coercition religieuse (vente de porc, respect du chabbat…). Cette orientation s’explique pour deux raisons :
- Certaines mitzvot ne peuvent pas facilement être respectées de façon individuelle. C’est le cas de l’interdiction de regarder des images de « stupre ». Or, celles-ci s’étalent sur les publicités murales ou les couvertures de magazines. D’où la tentative d’interdire toute femme dénudée sur ces supports (en Israël), au moins dans les quartiers haredim.
- Il existe une tradition selon laquelle tout Juif est comptable du comportement des autres, ce qui fonde la punition collective de Dieu, détruisant l’Israël antique pour les manquements de certains. Le « bon comportement » des autres Juifs (les non-Juifs ne sont pas concernés) intéresse donc aussi les haredim.

Certains chefs religieux, comme le Rav Elazar Shach, ont cependant contesté partiellement les tentatives de coercition religieuse en Israël. Pour eux, elles amplifient le conflit avec les Juifs laïcs, elles n’empêchent pas ceux-ci de commettre leurs péchés dans le privé, et ne les sauvent donc pas de la punition divine. Enfin, demander à une Knesset comprenant des laïcs, des marxistes, des Arabes, de se prononcer sur la meilleure façon de suivre la loi religieuse juive n’est tout simplement pas sérieux.
Ce débat n’a jamais été vraiment tranché, mais la tendance à demander un renforcement de la législation religieuse en Israël est dominante.

### Divisions politiques
Le parti Agoudat Israël, créé en 1912, est le parti politique historique des haredim, en Israël et dans le monde.
Il a connu une scission, le Poale Agoudat Israël, plus « nationaliste » et plus « moderniste », entre les années 1920 et la fin des années 1980. Cette division n’existe plus, mais de nouveaux partis sont apparus.
Ainsi le parti Shass, créé en 1984, exprime les vues des haredim séfarades, mais fait exceptionnel pour un parti haredi, il a aussi réussi à attirer de nombreux électeurs non haredim. Ensuite le parti Degel HaTorah a été créé en 1988 pour exprimer les vues des haredim Mitnagdim ashkénazes.
Degel HaTorah et l’Agoudat se sont parfois durement affrontés, en particulier lors des élections israéliennes de 1988. Mais ils présentent un front électoral commun à partir des années 1990 au sein d'une coalition appelée Judaïsme unifié de la Torah.
L’attitude des haredim vis-à-vis de la politique reste en général assez distante. Participer aux votes n’est pas pour eux une priorité : seule l’étude religieuse l’est. Les attitudes divergent selon les communautés : par exemple les hassidim de Gour sont très impliqués dans l’Agoudat Israël, tandis que les hassidim de Loubavitch restent plus distants. En fait la participation dépend largement des instructions données par les rabbins de chaque groupe. Quant à la Edah Haredit, elle refuse évidemment toute participation électorale aux institutions de l’État « impie ».
En conclusion, les divisions entre partis sont réelles, mais les fondamentaux restent proches. La compétition pour l’attribution des fonds d’État aux organes éducatifs et religieux des différents groupes est un objectif primordial de ces partis, qui mène parfois à des affrontements politiques.

## Lesharedimet la violence
Les haredim ne pratiquent pas la non-violence, mais ils n'ont pas pour autant de rapport positif à l'armée. La plupart refusent ainsi le service militaire, même dans l’armée israélienne. Le député Ben-Shlomo, du Shass, dénonçant la mixité qui règne au sein de Tsahal, a ainsi déclaré en décembre 1984 que « si 603 soldats israéliens sont morts durant la guerre du Liban [de 1982], c’est à cause de conduite sexuelle licencieuse des femmes soldats ». Un bataillon expérimental israélien, Netsah Yehouda, a été créé en 1999 avec pour mission de tenter l'intégration de jeunes volontaires ultra-orthodoxes.

### Violence entreharedim
La violence n’est cependant pas étrangère à la société haredi. C’est une société qui se sent en effet agressée en permanence par un monde étranger et hostile. Cela mène à des tensions régulières avec d'autres haredim ou d'autres Juifs, plus rarement avec des non-Juifs dont les valeurs n’intéressent guère les haredim. Ces tensions se traduisent parfois par de la violence.
La multiplicité des communautés hassidim et des yeshivot implique un monde haredi très divisé. Les affrontements, assez rares, y sont parfois brutaux, comme les bagarres entre hassidim de Belz (en) et de Satmar.
On peut aussi rappeler l’agression en 1983 du député Agoudat Israël Menachem Porush (en) par des hassidim de Gour, également Agoudat, qui l’accusaient d’avoir « insulté » leur Admor. Menachem Porush avait passé plusieurs jours à l’hôpital.
La violence peut enfin cibler des kiosques à journaux qui vendent les journaux d’une autre tendance haredi, les biens d’une autre communauté, voire des individus considérés comme ayant une pratique religieuse trop laxiste.
Les religieux non haredim peuvent aussi être visés du fait de leurs pratiques trop « laxistes ». Ainsi, en janvier 2008, « une famille d'un des quartiers orthodoxe moderne a reçu des avertissements et des menaces en raison du téléviseur de leur salon, visible d'une artère principale qui bordait un projet de logement ultra-orthodoxe ».

### Violence contre d’autres juifs

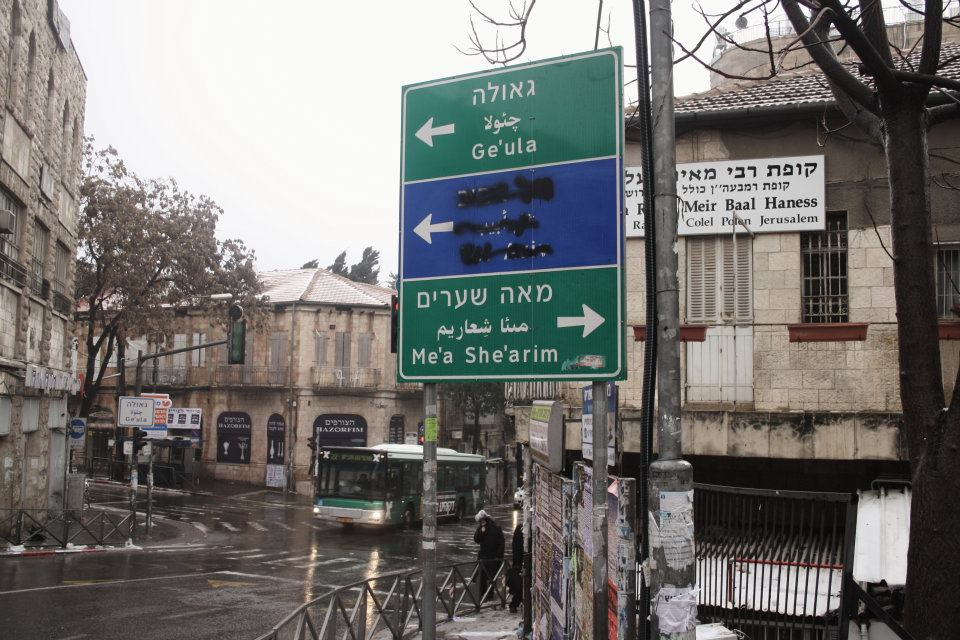
Tel Aviv, symbole du sionisme, taguée sur ce panneau de signalisation à Jérusalem.

Les violences contre les juifs non haredim ne sont pas rares en Israël : pierres lancées contre les voitures roulant le chabbat, cocktails Molotov contre des cinémas ouvrant le chabbat, intimidation pour faire partir les laïcs vivant dans les quartiers à dominante haredi, sabotage de fouilles archéologiques (risquant de déranger la sépulture des morts), émeutes contre des autopsies (interdites par la loi juive). En 1986 eut lieu la « guerre des abribus », destruction systématique par les haredim des abribus se trouvant dans ou près de leurs quartiers et affichant des publicités comportant des images « indécentes ». Dans les années 1980 est apparu un groupe clandestin haredi israélien appelé Keshet (Arc-en-ciel), spécialisé dans les attaques contre les biens (mais jamais contre les personnes elles-mêmes) appartenant à des individus ou des groupes considérés comme hostiles aux haredim. On leur doit ainsi de nombreux incendies contre des kiosques à journaux vendant une presse « impie » dans les quartiers haredim.
Toujours dans le cadre de ces heurts avec des laïcs, les conduites « indécentes » ou « incorrectes » peuvent être des cibles. Ainsi, « en octobre [2007], cinq hommes ultra-orthodoxes ont agressé une femme et un soldat […] qui s'étaient assis l'un à côté de l'autre à un arrêt de bus de Beit Shemesh », apparemment sans être mariés.
En 2008, la police israélienne a engagé des poursuites contre la « garde de la modestie », une « bande qui s'est fait connaître pour ses extorsions, […] la violence et la surveillance à l'encontre des juifs les moins religieux qu'ils jugent sacrilèges ». Le groupe est ainsi suspecté d'avoir envoyé des « mercenaires » « pénétrer dans le domicile d'une femme de Jérusalem et l'avoir battue parce qu'ils la jugeaient immodeste », ce que le journal Haaretz estime être « l'un des signes d'une augmentation de la violence ultra-orthodoxe ».
Plus rarement, des haredim antisionistes peuvent s'en prendre plus ou moins violemment aux symboles de l'État sioniste, ou à ceux qui les défendent. Ainsi, lors des cérémonies du soixantième anniversaire de la création d'Israël, « un résident de Jérusalem de 60 ans a été agressé […] par un groupe important de Haredim dans le quartier de Méa Shéarim pour avoir porté un drapeau israélien […] a indiqué la police ». L'homme, poussé à terre pour lui arracher son drapeau, n'a cependant pas été blessé.
La violence verbale n’est pas rare non plus. Les attaques contre les groupes « hétérodoxes » comme les Karaïtes ou les Samaritains peuvent aller très loin, parfois avec des accusations fantaisistes (demi-musulmans, ennemis des Juifs…). Les membres des kibboutzim ont aussi été accusés (rav Elazar Shach) de ne plus être Juifs. Le député Shass Shlomo Dayan a déclaré lors d'un débat à la Knesset le 13 décembre 1988 « la presse israélienne et la presse nazie se ressemblent sur plus d’un aspect. Quelles expressions utilisées par cette dernière apparaissent [dans la presse israélienne à propos des haredim] ? “Chantage”. N’est ce pas de cela qu’on accusait les Juifs dans la presse allemande ? “Sangsues”. Les nazis ne l’ont-ils pas dit des juifs ? Maintenant, c'est la presse israélienne qui l'écrit ».
L'opposition à l'homosexualité génère en Israël des violences croissantes, liées à la visibilité montante de la communauté homosexuelle. Ainsi, « les haredim s’attaquent à la Gay Pride internationale. En guise de protestation à la programmation de la parade le 10 août 2006 à Jérusalem, des centaines de lettres prônant « la mort des Sodomites » ont été distribuées dans des boîtes aux lettres de la ville mardi matin. Ces tracts promettent 20 000 Shekels « à quiconque cause la mort d’une personne de Sodome et Gomorrhe ». […] Tout en se dégageant de la moindre responsabilité dans cette affaire de tract, la communauté haredi a publié et distribué des tracts officiels [indiquant] « tous ceux qui en ont la possibilité ont l'obligation de faire tout ce qu’ils peuvent pour détruire les portes de l'enfer, quelle que soit la manière choisie » ». En novembre 2006, les manifestations violentes haredim contre une parade homosexuelle à Jérusalem ont fait 860 000 dollars de dégâts. En 2005, un homosexuel avait été poignardé par des haredim, en application d'un passage du lévitique qui punit de mort l'homosexualité. Mais selon la loi juive, il n'y a qu'un tribunal religieux qui puisse appliquer cette peine ; or de nos jours, il n'y en a plus pour des raisons techniques.

### Violence contre lesharedim
Les haredim suscitent régulièrement des réactions hostiles, particulièrement en Israël, tant du fait de leur politique de contraintes religieuses que de leurs différences visibles. Ces réactions peuvent aller jusqu’à la violence verbale ou physique. Ainsi, le sculpteur israélien Yigal Tumarkin a écrit dans les années 1980 « en les voyant, on comprend la Shoah, on comprend pourquoi les Juifs sont haïs. Le primitivisme s’installe […]. Ces éléments de l’obscurité ne cessent de ronger le peuple. Devant ces hommes en noir qui pullulent comme de la vermine, le rêve sioniste meurt ».
En juin 1986, la synagogue de Kiryat Shalom, dans la banlieue de Tel-Aviv est incendiée lors de la « guerre des abribus ». Trois jours plus tard, après de nouvelles destructions d’abribus par des haredim, une seconde synagogue est incendiée, et des rouleaux de la Torah déchirés.
Ces cas extrêmes d’attaques de Juifs laïcs contre des haredim restent relativement isolés, mais sont révélateurs d’une tension que la presse israélienne a baptisée le Kulturkampf (la guerre des cultures), du nom d’une campagne anti-catholique lancée par Bismarck en Allemagne au XIXe siècle.
Sans être un monde particulièrement violent, le monde haredi est un monde persuadé d’avoir le monopole de la Vérité. Cette attitude amène donc des conflits internes et externes assez réguliers, surtout en Israël. En diaspora, on note peu de violences avec les non-Juifs, et même avec des Juifs non haredi.

## La croissance démographique du mondeharedi
Aujourd’hui, en Israël et en diaspora, les haredim sont en croissance démographique assez rapide. Il y avait chez les Juifs israéliens 3 % de haredim déclarés en 1990, 5 % en 1999, 6 % en 2002 et 9 % en 2012. Ils représentent 25 % des enfants juifs d'Israël en 2006, d'après le bureau central des statistiques.
Selon un rapport du Bureau central des statistiques israélien publié en mai 2017, les Juifs ultra-orthodoxes représentaient 11 % de la population totale d'Israël en 2015 ; en 2040, ce chiffre devrait atteindre 20 %, puis 32 % en 2065.
D’un point de vue socio-économique, leur refus (relatif) de l’éducation moderne et leur volonté de privilégier l’étude talmudique sur un travail dans le secteur marchand (surtout s’il est immergé dans le monde des laïcs) les amènent à des niveaux de vie assez modestes. Cette situation est particulièrement forte en Israël, où les communautés sont fermes sur ces points.
Mais malgré cette situation socio-économique, les haredim sont une population d’un grand dynamisme démographique. Les femmes se marient jeunes et ont 5 à 10 enfants (27 % des haredim israéliens déclarent vivre dans un logement surpeuplé, contre 2 % des juifs laïcs). De plus, certains orthodoxes glissent vers les pratiques ultra-orthodoxes, et certains Juifs traditionalistes, voire laïcs font Techouva (repentance) en devenant haredim.
Cette croissance parfois explosive entraîne des tensions avec les voisins. En effet, l’objectif des haredim est d’avoir des quartiers homogènes et relativement clos. Quand les haredim s’implantent en nombre dans un nouveau quartier, et c’est un mouvement permanent, ils tendent à y imposer leurs règles. Ainsi, à Jérusalem, « depuis quelques mois [fin 2007], les membres d'une « patrouille de la pudeur » s'en prennent aussi aux femmes vêtues selon eux de façon « provocante », qui circulent dans les quartiers habités par les haredim (ultraorthodoxes) du nord de Jérusalem. La boutique de vêtements féminins Princesse, rue Méa Shéarim, reçoit régulièrement des visites de la patrouille. « Ils nous demandent de retirer de la vente des robes qu'ils jugent trop courtes, explique le patron. Si on veut faire affaires dans le quartier, il faut se plier aux règles : nos vêtements ne doivent rien laisser entrevoir de la peau, mis à part les mains et le visage. »

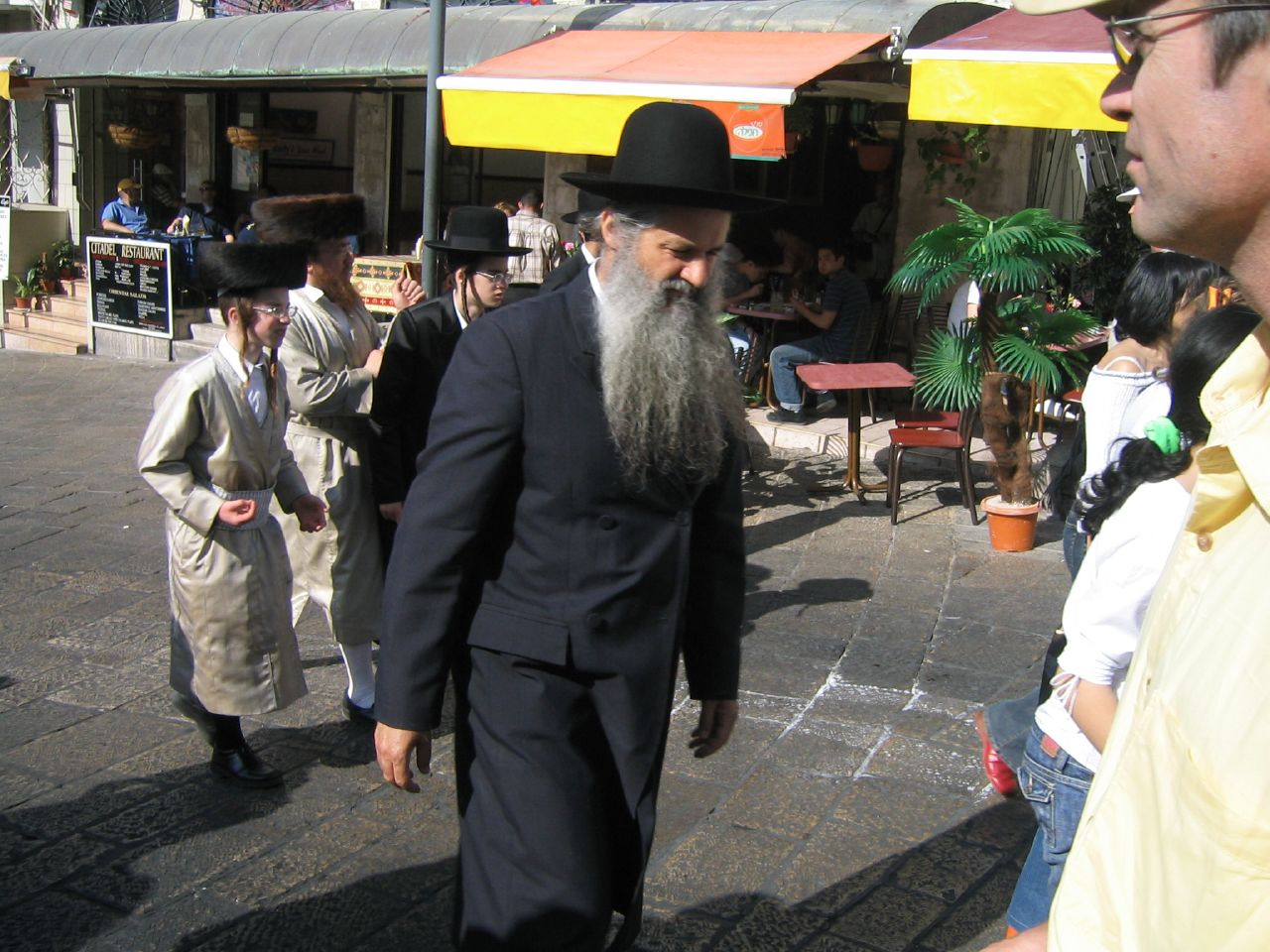
Hassidim à Jérusalem, en 2005.

Pour éviter de trop nombreux conflits, les autorités israéliennes ont essayé de créer de nouveaux quartiers ou de nouvelles villes pour les haredim, évitant ainsi une trop forte pression sur les quartiers « laïcs ». À Jérusalem, de nombreux quartiers de colonisation de Jérusalem Est ont été créés à leurs bénéfices. Il a en été de même pour Bnei Brak, seconde ville haredi d’Israël, dans la banlieue de Tel-Aviv, ou pour l’importante colonie israélienne de Modiin Illit. Les Haredim représentent aujourd'hui 25 % de la population des implantations dans les territoires.
Cette croissance démographique et géographique rapide est parfois perçue (surtout à Jérusalem, où les haredim représentent presque le tiers de la population juive) comme une invasion par le voisinage. Régulièrement, le spectre d’une Jérusalem non sioniste (dominée par les Arabes et les haredim) ressurgit. De fait, en 2003, c’est un haredi, le rabbin Uri Lupolianski, qui a été élu maire de Jérusalem. Père de 12 enfants, considéré comme un modéré, il a cependant tenté d’interdire la Gay Pride de Jérusalem, mais a été débouté par la justice.

## Perception par lesharedimdes nonharedim
Compte tenu de la fragmentation du monde haredi en multiples communautés, une présentation unique est impossible. On peut cependant définir quelques grandes lignes.
- Non-Juifs : la tradition juive orthodoxe indique que chaque peuple définit par lui-même son rapport à Dieu, mais que les Juifs ont un rôle spécial dans les projets de Dieu. Il n’est donc pas question de chercher à convertir les non-Juifs (même si des conversions sont possibles à leur demande expresse). En définitive, les haredim sont assez indifférents à ce que pensent ou font les non-Juifs. Compte tenu des persécutions passées, on note une certaine méfiance, et parfois une volonté de ne « pas provoquer les nations (goyim) ».
- Juifs laïques : « les haredim et les Juifs non religieux en Israël constituent aujourd’hui deux nations séparées. […] Cette situation ne pourra être changée que par la Techouva (repentance) de ceux qui se sont éloignés de la Torah. […] En présence de Juifs non religieux, nous sommes enclins à nous comporter comme s’ils n’étaient même pas là »[72]. L’idée est que le monde des Juifs laïques est dangereux et coupable, et qu’il faut s’en séparer par des quartiers réservés. Cependant, les hassidim de Loubavitch pratiquent un prosélytisme intense chez les Juifs laïcs, alors que les autres communautés s’en tiennent plutôt à l’écart.
- Juifs conservateurs (massortim) ou réformés : ces courants, apparus au XIXe siècle et aujourd’hui surtout puissants aux États-Unis, remettent partiellement en cause la Halakha (loi religieuse juive orthodoxe). Les haredim les considèrent comme Juifs, quoique dangereusement éloignés de l’orthodoxie. Leurs rabbins ne sont pas reconnus, pas plus que leurs conversions. L’État d’Israël acceptant les conversions de ces rabbins si elles ont été effectuées hors d'Israël (mais ne les reconnaît pas si elles ont eu lieu en Israël), on a donc des Israéliens reconnus comme Juifs par Israël, mais pas par les ultra-orthodoxes (ni même par les religieux orthodoxes « modernes », d’ailleurs). Un des combats politiques récurrent des partis haredim israéliens et des haredim américains depuis les années 1980 est ainsi de faire modifier la loi du retour israélienne, pour en exclure ces convertis - très peu nombreux dans la pratique. L’État s’est toujours refusé à une telle réforme, qui serait une déclaration de guerre contre le judaïsme américain dominé par ces courants progressistes.
- Beta Israël (Juifs d’Éthiopie, ou Falasha) : Les haredim relevant du rav Yossef (Shass) les acceptent sans problème, l’ancien grand rabbin séfarade d’Israël les a reconnus comme Juifs en 1973[73]. Les orthodoxes « modernes » les reconnaissent aussi comme pleinement Juifs, mais d’autres groupes haredim sont beaucoup plus réticents. Certains ne les acceptent comme pleinement Juifs qu’après une conversion accélérée par immersion dans un bain rituel (ce que les Beta Israël refusent en général).
- Samaritains et Karaïtes : Quoique reconnus comme Juifs par Israël[74], du point de vue haredi ce sont des groupes très hétérodoxes, totalement rejetés[75] ; diverses accusations, parfois violentes, fleurissent contre eux : païens, crypto-musulmans, ennemis des Juifs…

## Perceptions desharedimpar les autres Juifs
- Orthodoxes « modernes » : la légitimité des haredim est largement acceptée. On note, en particulier en Israël, une tendance à s’inspirer de leurs pratiques plus strictes. Leur refus du sionisme, de l’armée (Tsahal), du travail productif, sont cependant considérés comme excessifs. Mais ils sont aussi considérés comme les gardiens de la tradition.
- Traditionalistes (Juifs avec pratique religieuse partielle) : les haredim sont perçus d’une façon assez proche de la perception orthodoxe, avec en général plus de réserves. On note cependant que beaucoup de traditionalistes séfarades votent aujourd’hui Shass, le parti séfarade haredi.
- Laïcs : Les haredim sont plus mal perçus. D’un côté, ils représentent une tradition à laquelle beaucoup de Juifs, même non pratiquants, restent attachés. Mais d’un autre côté, leur croissance démographique fait peur. Leur volonté de renforcer la coercition religieuse (en Israël au moins) est rejetée. Leur refus de faire leur service militaire est considéré comme un danger pour Israël. Leur assez large refus du travail, et leur demande de fonds étatiques (toujours en Israël) pour compenser ce refus, sont souvent très mal perçus. On lit parfois des mots comme « parasitisme »[76] ou « racket » dans la presse. Le parti Shinouï a ainsi basé son succès électoral de 2003 (15 sièges) sur une forte dénonciation des lois religieuses contraignantes et des aides financières aux haredim.

## Synthèse
Aujourd’hui, les haredim sont un groupe en expansion au sein du judaïsme mondial. Les raisons en sont leur natalité très forte (sauf cas médicaux, toutes les familles sont très nombreuses) et leur capacité à attirer certains orthodoxes, voire laïcs.
Leur isolationnisme est relatif, plus ou moins grand selon les groupes, mais réel. Ils sont une des communautés religieuses les plus particularistes existant aujourd’hui, et leurs relations avec les autres Juifs sont parfois difficiles, surtout avec les laïcs.

#### Article
- Israël : la tentation ultra-orthodoxe, revue L’Histoire, no 224, p. 50-53, septembre 1998, par Jean-Christophe Attias